# 特任
中華民國政府文官之任用，「官等」分特任、簡任、薦任、委任四級；特任為四級中最高的一級，由政府以特令任命，如各部會首長。
國民政府時代，特任、簡任、薦任、委任係指由上級任命之官吏；此外尚有「選任」，係指中國國民黨依照《中華民國訓政時期約法》代行國民選舉權所選舉之官吏，居特任之上，如國民政府主席即為選任。南京国民政府时期，依据1929年颁布的《公务员任用条例》及1933年颁布的《公务员任用法》，特任官只设一级，包括国民政府文官长、主计长、五院各部部长、各委员会委员长。《中華民國憲法》施行之後，民選首長與政治任命官員分離。
原則上，特任官可依職務等級分類，也可以任命方式分類。

## 職務等級
1. 中央一級行政機關及準用之中央政府機關（國家最高機關）[註 1]首長（院長級[註 2]）
行政院院長、司法院院長、考試院院長、監察院院長
2. 中央一級行政機關及準用之中央政府機關副首長（副院長級）
行政院副院長、司法院副院長、考試院副院長、監察院副院長
3. 中央二級行政機關及準用之政府機關首長（部長級[註 3]）
各部會首長及其相當職務。

## 任命方式
- 《政務人員退職撫卹條例》第2條

1. 依憲法規定由總統任命之人員。
例：行政院院長、總統府秘書長、國家安全會議秘書長、國家安全局局長、總統府（特任）副秘書長等。
2. 依憲法規定由總統提名，經立法院同意任命之人員。
例：司法院大法官與司法院院長、監察委員與監察院院長、審計長、考試委員與考試院院長等。
3. 依憲法規定由行政院院長提請總統任命之人員。
例：行政院副院長、不管部會之政務委員、各部會首長、行政院人事行政總處人事長、行政院主計總處主計長、中央銀行總裁、國立故宮博物院院長。
4. 前三款以外之特任、特派人員。
例：最高檢察署檢察總長[註 4]、國家通訊傳播委員會主任委員[註 5]、（特任）大使、（特任）常任代表、立法院秘書長[註 6]、最高法院院長[註 7]、銓敘部部長、國防部副部長[註 8]。
5. 其他依法律規定之中央或地方政府比照簡任第十二職等以上職務之人員[註 9]。

## 備註
1. ↑  註1：依中華民國《中央行政機關組織基準法》第2條，以行政院為一級機關，其所屬各級機關依層級分為二級、三級、四級機關。同法第38條規定，行政院以外之中央政府機關準用之。
2. ↑  註2：2025年每月支給新臺幣371,920元。
3. ↑  註3：2025年每月支給新臺幣219,040元。
4. ↑  註4：依《法院組織法》第66條，最高檢察署檢察總長由總統提名，經立法院同意任命之，任期四年，不得連任。另依《司法人員人事條例》第16條，應具特定資格之一方得遴任之。
5. ↑  註5：依《國家通訊傳播委員會組織法》由行政院院長提名經立法院同意後任命之。
6. ↑  註6：依《立法院組織法》由立法院院長遴選報告院會後，提請任命之。
7. ↑  註7：依《法院組織法》第50條，最高法院院長，特任，由總統任命之。另依《司法人員人事條例》，應具特定資格之一方得遴任之。
8. ↑  註8：依《國防部組織法》明定副部長為特任或上將。
9. ↑  註9：簡任第十二職等至第十四職等職務人員，仍為簡任。